# Calceby
Calceby – wieś w Anglii, w hrabstwie Lincolnshire. Leży 42 km na wschód od Lincoln i 194 km na północ od Londynu.